# Kielnagelgalago's
De kielnagelgalago's (Euoticus) zijn een geslacht uit de familie van de galago's (Galagidae). De wetenschappelijke naam van het geslacht werd in 1863 gepubliceerd door John Edward Gray.

## Taxonomie
Er worden twee soorten tot dit geslacht gerekend:
- Geslacht: Euoticus (Kielnagelgalago's) (2 soorten)
  - Soort: Euoticus elegantulus – Zuidelijke kielnagelgalago
  -  Soort: Euoticus pallidus – Noordelijke kielnagelgalago